# Thelypteris acunae
Thelypteris acunae är en kärrbräkenväxtart som beskrevs av C.Sanchez och Zavaro. Thelypteris acunae ingår i släktet Thelypteris och familjen Thelypteridaceae. Inga underarter finns listade.